# Let's Go (Rancid)
Let's Go è il secondo album dei Rancid ed è stato pubblicato il 21 giugno 1994.

## Tracce
1. Nihilism – 2:02
2. Radio – 2:51
3. Sidekick – 2:01
4. Salvation – 2:54
5. Tenderloin – 1:32
6. Let's Go – 1:26
7. As One – 1:34
8. Burn – 2:11
9. The Ballad of Jimmy & Johnny – 1:39
10. Gunshot – 1:50
11. I Am the One – 1:57
12. Gave It Away – 1:13
13. Ghetto Box – 1:11
14. Harry Bridges – 2:21
15. Black and Blue – 1:59
16. St. Mary – 2:09
17. Dope Sick Girl – 2:15
18. International Cover-Up – 1:44
19. Solidarity – 1:31
20. Midnight – 1:55
21. Motorcycle Ride – 1:20
22. Name – 2:12
23. 7 Years Down – 2:35

## Formazione
- Tim Armstrong - chitarra e voce
- Lars Frederiksen - chitarra e voce
- Matt Freeman - basso e voce
- Brett Reed - batteria